# Lago Akşehir
El lago Akşehir (en turco: Akşehir Gölü) es un lago endorreico de agua dulce tectónico en las provincias de Afyonkarahisar y la de Konya, en la parte suroeste de Turquía. Lleva el mismo nombre que la ciudad de Akşehir al sur del lago.
El lago es alimentado por el canal de Eber, cinco corrientes más grandes de los montes Sultán y muchos otros arroyos menores. La salinidad del lago se incrementa hacia las partes central y septentrional debido a las aguas de manantiales subterráneos. El lago se usa para la irrigación.